# Goldmania
Goldmania é um gênero de aves apodiformes pertencente à família dos troquilídeos, que inclui os beija-flores. O gênero possui duas espécies, sendo anteriormente considerado monotípico, que incluía apenas a espécie-tipo, Goldmania violiceps — beija-flor-de-barrete-violáceo; enquanto a outra espécie — Goldmania bella se encontrava em Goethalsia, que é também uma sinonímia de um táxon botânico.

## Sistemática e taxonomia
Originalmente um táxon monotípico, esse gênero foi introduzido em 1911, pelo ornitólogo estadunidense Edward William Nelson, para classificar sua espécie única, beija-flor-de-barrete-violáceo. Seu holótipo, um espécime macho encontrado à uma altitude de 3000 metros acima do mar, em Cerro Azul, região noroeste do distrito de Chepo, no Panamá, se encontra dentro da coleção de história natural do Museu Nacional dos Estados Unidos. No ano seguinte, este mesmo pesquisador descreveria a espécie Goethalsia bella, conhecida comumente como beija-flor-do-pirre, que seria transferida ao gênero Goldmania.
Um estudo filogenético molecular publicado em 2014 no periódico científico Current Biology, por McGuire et al. descobriu que as duas espécies: beija-flor-do-pirre e beija-flor-de-barrete-violáceo, estavam intimamente relacionadas entre si, propondo a fusão destes dois gêneros. Tempo depois, em março de 2018, South American Classification Committee reconheceu uma proposta de Gary Stiles que incluiria Goethalsia bella em Goldmania.

### Espécies[1][2]
- Goldmania violiceps (Nelson, 1911), beija-flor-de-barrete-violáceo — pode ser encontrada nos planaltos do Panamá e no extremo noroeste da Colômbia
- Goldmania bella (Nelson, 1912), beija-flor-do-pirre — pode ser encontrada nos planaltos da região de Darién, ao leste do Panamá, e no extremo noroeste da Colômbia